# Pierre Haultin
Pierre Haultin, né à Villaine-sous-la-Flèche vers 1510 et mort en 1587, est un imprimeur-libraire et graveur de caractères français, actif dans la deuxième moitié du XVIe siècle. Il a épousé Marie Vadé, d’une famille de fondeurs de caractères. Il est resté célèbre comme l'un des principaux éditeurs protestants du 16e siècle.

## Origines et début de carrière
Il est issu d'une famille bien implantée dans les métiers du livre, notamment dans la province du Maine. Il fut probablement formé à Paris, dans l'entourage de Charlotte Guillard, sa tante, qui semble avoir favorisé ses débuts dans le commerce du livre. Son activité de « taillieur de lettres d’impremerie » est documentée par les archives en août 1546. il grave également sur bois quelques planches, ainsi que des ornements à la demande de Charlotte Guillard. Parallèlement à cette activité de graveur, Haultin commence une carrière de libraire, et publie en 1549-1550 quatre ou cinq éditions et une demi-douzaine de brochures juridiques. Il exerce alors à l'enseigne de la Queue-de-Renard, avec son beau-frère Jean Ruelle.

## Les années d'errance
En octobre 1550, il annonce son départ pour un voyage de trois mois à Lyon. En réalité, il fuit Paris pour des raisons religieuses. Comme de nombreux protestants parisiens, il se rend à Genève, principale cité calviniste d’Europe. Là, il semble exercer son métier de graveurs de caractères. Les nombreuses polices qu'il réalise, notamment des caractères romains et italiques de très petit corps, permettent à l'édition genevoise de réaliser un véritable bond qualitatif.
En 1558, il quitte cependant Genève pour Lyon, où il ne reste que quatre années. En 1562, on le retrouve à Paris, où il loue une boutique, à l’enseigne de l’Écu de Bourgogne, rue Saint Jacques, mais ses opinions religieuses lui attirent immédiatement des déboires, et dès le mois de juillet il est "absent pour cause de religion". Il regagne Lyon pour quelques mois. En 1565, il exerce brièvement à Orléans, alors aux mains des protestants, avec Eloi Gibier, puis regagne Paris où il s'installe pour quelque temps. Il y publie quelques ouvrages à destination des Réformés, mais il est inquiété par la justice en 1567, puis en 1570. C'est à cette date qu'il se rend à La Rochelle.

## Le chef de file des éditeurs protestants

La figure de Boulongne ensemble des fortz et places circonvoysines (1550).

Installé à La Rochelle, place forte protestante, Pierre Haultin délaisse son activité de graveur de caractères pour se consacrer presque entièrement à l'édition d'ouvrages de propagande calviniste. Là, il mène, pendant 17 ans, une activité éditoriale très forte, publiant près d’une centaine d’éditions. On compte dans sa production les Sainctes prières de Pierre Martyr, les textes contre les Guises de Philippe du Plessis-Mornay, des traités théologiques de Jean de L’Epine, ainsi qu’un nombre impressionnant de petits pamphlets relatifs aux guerres de Religion.
Depuis La Rochelle, Haultin se fait le champion de l’édition réformée. Par son activité il devient l’un des grands propagateurs du calvinisme en France et Francis Higman le décrit comme l’initiateur d’un « renouveau de l’édition réformée en langue française ».
Le 17 juin 1572, en présence d'Élie Vinet et Pierre Claverie, Simon Millanges achète : « deux presses d'imprimerye garnyes de leurs ustancilles, comme sont casses, chassis, frisquettes, marbres, platinnes, treteaulx, bancs, ancriers, poupettes et aultres, moyennant le prix et somme de cent livres tournois pour chacune presse » de Pierre Haultin. Le contrat prévoit en outre la vente des caractères d'imprimerie nécessaires.
Pierre Haultin meurt dans les derniers jours de l’année 1587 ou au début de l’année 1588.